# 德川慶篤
德川慶篤（日语：／ Tokugawa Yoshiatsu，1832年6月1日—1868年4月27日）江戶時代後期的大名。常陸國水戶藩10代藩主。水戶德川家9代德川齊昭的長男，母親為有栖川宮織仁親王之女貞芳院。幼名鶴千代。
江戶出生且受世子的教育。父親齊昭的軍事力強化革新的藩政改革（天保改革）實行，因為言行過度偏激而被幕府下令隱居，弘化元年（1844年）慶篤12歳時繼承家督。慶篤的成長中政務由保守派的重臣輔佐，齊昭被禁止干涉藩政。幕府在馬休·佩里率領美國軍艦隊來航要求通商後與13代將軍德川家定的將軍後繼問題引起了御三卿之一的一橋家的養子慶喜（德川慶喜）與紀州德川家德川慶福（後來的德川家茂）在推舉上與南紀派對立。一橋派的支持者老中阿部正弘去世，安政5年（1858年）井伊直弼成為大老，井伊對於一橋派開始展開安政大獄彈壓。慶篤與其父齊昭及尾張藩主德川慶恕登城對井伊詰問，結果齊昭被下了隱居幽閉的處分，而慶篤則是停止登城。
文久2年（1862年）藩內的過激派發動坂下門外之變，襲擊老中安藤信正，慶篤起用武田耕雲齋對尊皇攘夷派有懷柔的意圖。同年14代將軍家茂一同上洛，同年薩摩藩的島津久光的一行人殺傷英國人所引起的生麥事件之際，應對賠償問題。
元治元年（1864年）由過激派組成的天狗黨，在筑波山上舉兵（水戶天狗黨之亂）。慶篤在行動上支持天狗黨，幕府決定討伐天狗黨，武田被罷免，支藩的宍戶藩主松平賴德等被派遣去討伐。
在尊王派與佐幕派立場左右為難，慶應4年（1868年）去世，享年37。家督由其弟德川昭武繼承。
墓所位於茨城縣常陸太田市的瑞龍山墓地。

## 家系
- 父：德川齊昭
- 母：登美宮吉子女王
- 兄弟
  - 德川慶喜（一橋家、德川將軍家）
  - 池田慶德（鳥取藩主）
  - 松平直侯（川越藩主）
  - 池田茂政（岡山藩主）
  - 松平武聰（濱田藩主）
  - 喜連川繩氏（喜連川藩主）
  - 松平忠和（島原藩主）
  - 土屋拳直（土浦藩主）
  - 德川昭武（水戶德川家11代）
  - 松平喜德（會津藩主）
  - 松平賴之（守山藩主）
- 正室：線姬（有栖川宮幟仁親王女）
- 正室：鋭姬（廣幡基豐女）
- 側室：水谷清子
  - 德川篤敬
  - 德川篤守（清水德川家）
  - 随子（蜂須賀茂韶正室）
  - 女（桑名藩主松平定敬正室）

## 飾演人物
- 朝日電視台「天皇的世紀」　東野孝彥（東野英心）
- NHK大河劇「花的生涯」　戶枝幸男
- 東京電視台超過12連續播出「花的生涯 井伊大老與櫻田門」　沖田さとし
- NHK大河劇「宛如飛翔」　高野光平
- NHK大河劇「德川慶喜」　笹川謙→内野聖陽